# (246504) Hualien
(246504) Hualien est un astéroïde de la ceinture principale.

## Description
(246504) Hualien est un astéroïde de la ceinture principale. Il fut découvert le 28 janvier 2008 à l'Observatoire de Lulin par Chi-Sheng Lin et Ye Quan-Zhi. Il présente une orbite caractérisée par un demi-grand axe de 3,20 UA, une excentricité de 0,10 et une inclinaison de 12,8° par rapport à l'écliptique.

## Compléments